# Гаћице
Гаћице је насељено место у Босни и Херцеговини у општини Витез. Административно припада Федерацији Босне и Херцеговине, односно њеном Средњобосанском кантону. Према попису становништва из 2013. у насељу је било 673 становника, а већинску популацију у насељу чинили су Бошњаци и Хрвати.

## Становништво
По последњем службеном попису становништва из 2013. године у насељу Гаћице живело је 673 становника, а село је било етнички хетерогено са мешовитом хрватско-бошњачком популацијом.
| Националност | 2013. | 1991.        | 1981.        | 1971.        | 1961.        |
| Бошњаци      | —     | 325 (51,42%) | 278 (48,26%) | 293 (52,79%) | 199 (53,21%) |
| Хрвати       | —     | 264 (41,77%) | 260 (45,14%) | 255 (45,95%) | 159 (42,51%) |
| Срби         | —     | 2 (0,31%)    | 2 (0,34%)    | 6 (1,08%)    | 12 (3,20%)   |
| Југословени  | —     | 24 (3,79%)   | 0            | 1 (0,18%)    | 4 (1,07%)    |
| Роми         | —     | 0            | 34 (5,90%)   | 0            | 0            |
| остали       | —     | 17 (2,60%)   | 2 (0,34%)    | 0            | 0            |
| Укупно       | 673   | 632          | 576          | 555          | 374          |